# 佐々木寛志
佐々木寛志（ささき ひろし、1947年1月16日 - ）は日本の地方公務員。横浜市都筑区長、同市健康福祉局長、同市副市長を歴任。瑞宝小綬章受章。

## 来歴
神奈川県横浜市出身。1970年 国際基督教大学教養学部卒業。1971年 横浜市入庁。
道路局理事兼総務部長などを経て、2002年5月 都筑区長。2004年4月1日 福祉局長。2006年4月1日 健康福祉局長。
2007年4月1日から横浜市副市長。こども青少年局、健康福祉局、資源循環局、病院経営局、教育委員会事務局、鶴見区、神奈川区、南区、港南区、磯子区、金沢区を分担。2009年12月11日に辞職。
2010年4月 横浜市信用保証協会会長。2015年2月 ホテル、ニューグランド社外取締役。2016年2月 同社社外取締役（監査等委員）。

## 略歴
- 1971年4月：横浜市入庁。
- 1981年7月：企画調整局調整課主査[3]。
- 1996年：港湾局港営部長。
- 2001年：道路局理事 兼 総務部長[4]。
- 2002年5月：都筑区長。
- 2004年4月1日：福祉局長。
- 2006年4月1日：健康福祉局長。
- 2007年4月1日：横浜市副市長（〜2009年12月11日）。
- 2010年4月：横浜市信用保証協会会長。
- 2015年2月：ホテル、ニューグランド社外取締役。
- 2016年2月：ホテル、ニューグランド社外取締役（監査等委員）。

## 栄典
2018年4月 平成30年春の叙勲で地方自治功労により瑞宝小綬章受章